# Bassus canariensis
Bassus canariensis är en stekelart som först beskrevs av Gyöö Viktor Szépligeti 1908.  Bassus canariensis ingår i släktet Bassus och familjen bracksteklar. Inga underarter finns listade.